# Le Vieil Homme et son double
Le Vieil Homme et son double (titre original : The Hemingway Hoax) est un roman court de science-fiction américain écrit par Joe Haldeman, paru en 1990 puis traduit en français et publié en 2002.
Toujours en 1990, l'auteur a prolongé ce roman court pour en faire un roman portant le même titre.
Le Vieil Homme et son double a remporté le prix Hugo du meilleur roman court 1991 et le prix Nebula du meilleur roman court 1990.

## Résumé
En 1921, la carrière d'écrivain d'Ernest Hemingway subit un revers lorsque sa première femme, Hadley, perd un sac contenant le manuscrit et toutes les copies carbone de son premier roman dans un train parisien. Depuis lors, il y a toujours eu des spéculations sur la nature du roman et sur le fait de savoir si le manuscrit a survécu et s'il pourrait réapparaître un jour.
Soixante-quinze ans plus tard, en 1996, John Baird, un érudit d'Ernest Hemingway à la mémoire eidétique, est persuadé par Sylvester « Castle » Castlemaine, un arnaqueur vivant à Key West, en Floride, de créer un faux manuscrit afin de le faire passer pour l'un des exemplaires perdus. D'abord réticent, il accepte ensuite car, avec quelques ruses juridiques, il peut être possible de le faire sans attirer l'attention des autorités.
Cependant, au lieu de cela, il attire l'attention d'un tout autre milieu. Dans un autre endroit, ou dans un autre moment dans le temps, des entités contrôlent les chemins du destin dans les multiples versions parallèles de notre monde. Tout ce qui affecte l'influence culturelle d'Ernest Hemingway est une menace pour eux. De nombreuses lignes temporelles sont censées se terminer en 2006 par une guerre nucléaire catastrophique lorsque deux chefs d'État à la tête de superpuissances, tous deux influencés par les histoires d'Ernest Hemingway, refusent de faire machine-arrière dans la crise qui les oppose. Si quelques lignes temporelles ne parviennent pas à atteindre ce point, les répercussions sur l'Omnivers seront fatales.
John Baird mène des recherches dans la collection Hemingway de la John F. Kennedy Presidential Library and Museum à Boston et tente d'obtenir du papier vieilli ainsi que le modèle exact de machine à écrire utilisé par Ernest Hemingway. Trois surprises l'y attendent. Premièrement, Ernest Hemingway lui apparaît dans un train de retour de Boston vers la Floride, le mettant en garde et lui conseillant de renoncer à son projet. Deuxièmement, l'Hemingway, comme il vient de l'appeler, le tue en provoquant un accident vasculaire cérébral massif lorsqu'il refuse. Troisièmement, il se réveille dans le même train... Mais est-ce bien le même ? Lui-même est légèrement différent, avec deux séries de souvenirs similaires mais contradictoires. L'entité Hemingway est également surprise. Les humains sont censés rester morts. Au lieu de cela, celui-ci est passé à une ligne temporelle parallèle.
De retour en Floride, la vie continue à peu près comme avant. Castle fait appel à une séductrice pour éblouir l'érudit alors même qu'il a une liaison avec sa femme Lena. Ici, les thèmes du roman commencent à correspondre à ceux des propres histoires d'Ernest Hemingway. À travers de multiples rencontres avec l'entité Hemingway et de multiples morts, John Baird continue de suivre le plan, autant pour défier ce mystérieux tourmenteur qu'autre chose. Chaque nouveau monde, cependant, semble un peu pire que le précédent, surtout en ce qui concerne la personnalité de Castle. Dans l'univers final, Castle est un tueur psychotique qu'il tente de faire arrêter.
L'entité Hemingway vient voir John Baird et lui propose de lui montrer ce qui est arrivé au sac de la première femme de l'écrivain, Hadley, en échange de l'abandon de la supercherie. En voyageant dans le temps, ils voient que le voleur est Ernest Hemingway lui-même, mais il parle à John Baird et à l'entité avant de disparaître.
Sans savoir comment, John Baird retourne dans sa ligne temporelle, avec le sac. À ce stade, Castle, ayant échappé à son arrestation, tue violemment tous ses co-conspirateurs avec des coups de fusil de chasse. La conscience de l'érudit persiste et il est capable d'inverser le cours du temps et de réorganiser les événements pour que les femmes survivent, alors même qu'il tire sur Castle et prend un coup de fusil de chasse dans la bouche, imitant le vrai suicide d'Ernest Hemingway.
Maintenant libéré de son corps, John Baird est devenu comme l'entité qui le poursuivait. Il vit les souvenirs d'Ernest Hemingway, à rebours depuis la fin. Arrivant au point où le jeune écrivain, dévasté et enragé par la perte des manuscrits, cristallise sa vision masculine et se tourne pour faire face à son avenir, la conscience de John Baird se sépare et prend conscience de ses capacités. Il remonte dans le temps, vole le sac d'Hadley, se laisse voir le faire avec le corps d'Ernest Hemingway. Il le dépose pour lui-même afin qu'il le trouve dans le présent, avant d'abandonner le temps pour les espaces entre le temps. Ainsi, l'entité John Baird se crée à partir du traumatisme psychique d'Ernest Hemingway, et il est sous-entendu qu'il crée en fait toutes les autres entités que nous avons rencontrées dans l'histoire.
Le roman se termine avec Ernest Hemingway écrivant la nouvelle Up in Michigan (en) à Paris dans les années 1920 et éprouvant soudainement une étrange prémonition de malheur.

## Éditions
- The Hemingway Hoax, dans Asimov's Science Fiction, avril 1990
- Le Vieil Homme et son double, Gallimard, coll. « Folio SF » no 100, 31 mai 2002, trad. Jean-Daniel Brèque, 241 p.  (ISBN 2-07-041926-6)